# ميخائيل وود (كاتب)
ميخائيل وود (بالإنجليزية: Michael Wood)‏ هو كاتب بريطاني، ولد في 19 أغسطس 1936 في لنكولن في المملكة المتحدة.